# Đôn Nhân
Đôn Nhân là một xã thuộc huyện Sông Lô, tỉnh Vĩnh Phúc, Việt Nam.
Xã Đôn Nhân có diện tích 7,99 km², dân số năm 1999 là 4815 người, mật độ dân số đạt 603 người/km².